# نشانه دانفی
نشانه دانفی (انگلیسی: Dunphy's sign) یک نشانهٔ بالینی است که طی آن با سرفه کردن، درد شکمی تشدید می‌شود و ممکن است نشانه ای از آپاندیسیت باشد. نشانه دانفی نامش را از پزشک بریتانیایی-آمریکایی «آزبورن جوبی دانفی» می‌گیرد.